# Cantleya corniculata
Cantleya corniculata är en järneksväxtart som först beskrevs av Odoardo Beccari, och fick sitt nu gällande namn av Howard. Cantleya corniculata ingår i släktet Cantleya och familjen Stemonuraceae. Inga underarter finns listade i Catalogue of Life.